# Michael Franks (Musiker)
Michael Franks (* 18. September 1944 in San Diego) ist ein US-amerikanischer Jazz-Sänger und Songwriter.

## Leben und Wirken
Franks wurde im Stadtteil La Jolla, nördlich der Innenstadt San Diegos geboren. Er sang während seiner Highschool-Zeit Folk- und Rocksongs zur Gitarre. Er studierte zeitgenössische Literatur an der UCLA und promovierte an der University of Oregon. Nachdem er an der UCLA und in Berkeley Musikkurse gegeben hatte, komponierte er die Filmmusiken für Count Your Bullets und Zandys Braut.
Sein Literaturstudium hatte starken Einfluss auf seine Songs, durch sein lyrisches Konzept bekam seine Musik den Spitznamen „Thinking Man´s Rock“. In den späten 1960er-Jahren zog er nach Kanada, wo er als Vorgruppe für Gordon Lightfoot auftrat. Er arbeitete dort kurzzeitig mit der Gruppe Carnival (später Lighthouse) zusammen.
1973 veröffentlichte er sein erstes eigenes Album, dem zahlreiche weitere, vorwiegend bei Warner Brothers, folgten. Franks arbeitete u. a. mit den Blues-Legenden Sonny Terry und Brownie McGhee, mit Flora Purim, Kenny Rankin, Ron Carter, The Crusaders, David Sanborn, Toots Thielemans und Eric Gale zusammen und schrieb Songs für The Manhattan Transfer, Patti LaBelle, Carmen McRae und The Carpenters.

## Diskografie
- Michael Franks (als CD Previously Unavailable), 1973
- The Art of Tea, 1975 (US: Gold)
- Sleeping Gypsy, 1977 (US: Gold)
- Burchfield Nines, 1979
- Tiger in the Rain 1979
- One Bad Habit, 1980
- Objects of Desire, 1982
- Passionfruit, 1983
- Skin Dive, 1985
- The Camera Never Lies, 1987
- Blue Pacific, 1990
- Dragonfly Summer, 1993
- Abandoned Garden, 1995
- A Backward Glance – The Best Of Michael Franks, 1998
- Barefoot on the Beach, 1999
- Live 2003
- Watching the Snow, 2004
- Rendezvous in Rio, 2006
- Time Together, 2011
- Dream 1973–2011, 2012
- The Music in My Head, 2018

## Auszeichnungen für Musikverkäufe
| Goldene Schallplatte - Australien - 2001: für das Album The Art of Tea |

| Land/RegionAuszeichnungen für Musikverkäufe (Land/Region, Auszeichnungen, Verkäufe, Quellen) | Gold     | Platin | Verkäufe  | Quellen     |
| -------------------------------------------------------------------------------------------- | -------- | ------ | --------- | ----------- |
| Australien (ARIA)                                                                            | Gold1    | —      | 35.000    | aria.com.au |
| Vereinigte Staaten (RIAA)                                                                    | 2× Gold2 | —      | 1.000.000 | riaa.com    |
| Insgesamt                                                                                    | 3× Gold3 | —      |           |             |